# Pionosyllis marquesensis
Pionosyllis marquesensis är en ringmaskart som beskrevs av Monro 1939. Pionosyllis marquesensis ingår i släktet Pionosyllis och familjen Syllidae. Inga underarter finns listade i Catalogue of Life.